# Whose Garden Was This?
Whose Garden Was This? és un àlbum del cantautor nord-americà John Denver que es va enregistrar l'octubre de 1970.

## Llista de temes

### Cara A
1. "Tremble If You Must"
2. "Sail Away Home" (written by Denver)
3. "The Night They Drove Old Dixie Down"
4. "Mr. Bojangles"
5. "I Wish I Could Have Been There (Woodstock)"

### Cara B
1. "Whose Garden Was This?" (written by Tom Paxton)
2. "The Game Is Over"
3. "Eleanor Rigby"
4. "Old Folks"
5. Medley: "Golden Slumbers"; "Sweet Sweet Life"; "Tremble If You Must"
6. "Jingle Bells" (adapted by Denver)